# 李璟榮
李璟榮（1960年12月12日—），韓國男演員，曾誤譯李慶榮。
1987年憑藉電影《燕山日記》出道。1991年憑藉悲劇片《死的讚美》獲得第12屆青龍電影獎和第30屆大鐘獎最佳男配角獎，1992年憑藉戰爭片《白色戰爭》獲得第31屆大鐘獎最佳男配角獎和第29屆百想藝術大獎電影類最佳男演員獎。1996年自編自導自演奇幻片《歸天圖》，2000年主演電視劇《火花》，2013年出演諜戰片《柏林諜變》和懸疑片《恐怖直播》。2014年出演有線台tvN電視劇《未生》，憑藉電影《少數意見》獲得第24屆釜日電影獎最佳男配角獎，同年獲得第15屆釜山電影評論家協會獎最佳男演員獎，開創了為一個配角演員授予此獎的先例。2015年出演喜劇片《許三觀》、懸疑片《局內人們》以及動作片《復國者聯盟》等電影，同年獲得第35屆黃金攝影獎評審委員特別獎。2016年獲得第52屆韓國百想藝術大獎最佳男配角獎。
2001年時曾以「能出演製作中的電影」為誘因，與女高中生發生了性關係，事後遭檢方起訴，2002年被判有期徒刑10個月、緩刑2年，外加社會服務160小時。

## 演出作品

### 電視劇
- 1993年：SBS《遙遠的松巴江》飾演 金基洙
- 1997年：SBS《蝸牛》
- 1998年：SBS《驀然回首》
- 1998年：SBS《銀實》飾演 張落道
- 1998年：SBS《羅曼史》飾演 劉春峰
- 1999年：SBS《愛情交響樂》飾演 東在
- 1999年：SBS《愛的故事》
- 2000年：SBS《火花》飾演 李江旭
- 2001年：KBS《藍霧》飾演 尹成在
- 2011年：OCN《吸血鬼檢察官2》飾演 趙正賢
- 2014年：tvN《未生》飾演 崔英厚
- 2015年：tvN《隱藏身份》飾演 崔大賢局長
- 2015年：Netflix《超感獵殺》飾演 朴江大
- 2015年：OCN《能看見鬼的警察處容2》飾演 警察署長（特別演出）
- 2015年：JTBC《D-Day》飾演 朴建
- 2017年：tvN《秘密森林》飾演 李允範
- 2017年：tvN《河伯的新娘 2017》飾演 大司祭
- 2017年：tvN《Argon》飾演 崔根華
- 2018年：JTBC《Misty》飾演 張奎錫
- 2018年：tvN《NINE ROOM》飾演 奇山
- 2019年：SBS《獬豸》飾演 閔鎭憲
- 2019年：SBS《VAGABOND》飾演 Edward Park
- 2020年：SBS《Hyena》飾演 宋弼鍾
- 2020年：JTBC《夫婦的世界》飾演 呂秉圭
- 2021年：tvN 《黑道律師文森佐》飾演 朴升俊 (特別演出)
- 2021年：MBC 《黑色太陽》飾演 李仁煥
- 2022年：TVING《豬玀之王》飾演 崔晢奇
- 2022年：SBS《Again My Life》飾演 趙泰燮
- 2022年：MBC《醫法刑事》飾演 具鎮基
- 2022年：SBS《為何是吳秀才》飾演 韓成範
- 2022年：tvN《獵鑽緝兇》飾演 權會長
- 2023年：Netflix 《造后者》 飾演 卡爾·尹
- 2023年：SBS《浪漫醫生金師傅3》飾演 車鎮萬
- 2023年：KBS《純情拳擊手》飾演
- 2023年：ENA《白晝之月》飾演

### 電影
- 1987年：《Adada》
- 1989年：《Kuro Arirang》
- 1990年：《此乃秘密》
- 1991年：《此乃秘密2》
- 1991年：《死的讚美》飾演 洪蘭坡
- 1992年：《恐龍先生》飾演 金勇允
- 1992年：《秋天旅行》
- 1992年：《白色戰爭》飾演 邊鎮秀
- 1993年：《愛情綜合醫院》
- 1994年：《小戀人》
- 1994年：《遊戲規則》飾演 林萬洙
- 1995年：《指甲》飾演 廷珉
- 1995年：《怒火風雲》飾演 吳士賢
- 1996年：《歸天圖》飾演 左雲劍
- 1996年：《內衣秀》
- 1997年：《歡樂教室》
- 1997年：《套套先生》
- 1998年：《初吻》
- 1998年：《殺人的故事》
- 2002年：《黑幫夜總會》
- 2002年：《生死別戀》
- 2002年：《夢中人》
- 2007年：《耀眼時刻》
- 2008年：《神機箭》飾演 金烏
- 2009年：《惶恐假期》
- 2009年：《坡州愛慾事件簿》
- 2010年：《英雄本色：無敵者》
- 2011年：《Be My Guest》
- 2011年：《陽光姊妹淘》飾演 韓俊昊
- 2011年：《白鯨》飾演 張教授
- 2011年：《弓箭之戰》
- 2011年：《天使殺手》(Hindsight)
- 2012年：《十字弓防戰》飾演 李泰祐
- 2012年：《春,雪》
- 2012年：《外事警察：別被那個男人騙》
- 2012年：《後宮：色慾天下》飾演 金啟柱
- 2012年：《5百萬美金男子漢》
- 2012年：《上班族》
- 2012年：《南營洞1985》飾演 李斗煥
- 2012年：《26年》飾演 金主世
- 2013年：《柏林諜變》飾演 李學秀
- 2013年：《新世界》飾演 石東出
- 2013年：《恐怖直播》飾演 車台恩
- 2013年：《華頤：吞噬怪物的孩子》飾演 林亨澤
- 2013年：《日韓合作》
- 2014年：《無名人》
- 2014年：《另一個家族》
- 2014年：《官能的法則》
- 2014年：《白專家》
- 2014年：《群盜：民亂的時代》飾演 劉世
- 2014年：《海賊：汪洋爭霸》飾演 索馬
- 2014年：《千術之神》飾演 高展
- 2014年：《俠女：劍之記憶》
- 2014年：《少數意見》飾演 朴載浩
- 2014年：《舉報者》飾演 李章煥
- 2015年：《隱秘的誘惑》飾演 會長
- 2014年：《許三觀》飾演 玉蘭父親
- 2015年：《局內人們》飾演 張弼佑
- 2015年：《治外法權》飾演 王組長
- 2015年：《暗殺》飾演 康寅國
- 2015年：《愛上變身情人》飾演 禹鎮的父親
- 2015年：《西部戰線1953》飾演 柳鐘令
- 2015年：《朝鮮魔術師》飾演 安潼輝
- 2016年：《偉大的演員》飾演 戛納·樸
- 2016年：《潘朵拉》
- 2017年：《女教師》飾演 理事長（特別出演）
- 2017年：《再審》飾演 具弼浩
- 2017年：《即使中二也沒關係》
- 2017年：《The Prison》
- 2017年：《不汗黨：壞傢伙們的世界》飾演 高丙哲
- 2017年：《Real》飾演 盧炎
- 2017年：《軍艦島》飾演 尹學哲
- 2017年：《Made in Korea》飾演 張春
- 2017年：《自行車王嚴福童》
- 2017年：《灼鼠之變：怪物的襲擊》飾演 沈雲
- 2017年：《鐡雨》飾演 金京榮
- 2017年：《與神同行》飾演 五官大王
- 2018年：《Gate（朝鲜语：게이트 (영화)）》飾演 長春
- 2019年：《自行車王嚴福童（朝鲜语：자전차왕 엄복동）》飾演 嚴瀋陽
- 2019年：《黑錢（朝鲜语：블랙머니 (영화)）》飾演 李光洙
- 2019年：《白頭山：半島浩劫》飾演 崔將軍
- 2021年：《酸酸甜甜愛上你》飾演 公司保安（特別出演）
- 2022年：《誕生》飾演 李应植
- 2022年：《旁觀者們》短篇 飾演 姜允泰

### 綜藝節目
- 2022年6月25日：MBC《全知干預視角》EP.205 特別出演

## 導演作品
- 1996年：《歸天圖》
- 2002年：《夢中人》

## 獲獎
| 年份   | 名稱                       | 獎項             | 作品              | 結果 |
| 1991年 | 第2屆春史電影賞            | 最佳男配獎       | 《銀馬不會來》    | 獲獎 |
| 1992年 | 第30屆大鐘獎               | 最佳男配獎       | 《死的讚美》      | 獲獎 |
| 1992年 | 第3屆春史電影賞            | 最佳男配角       | 《白色戰爭》      | 獲獎 |
| 1993年 | 第31屆大鐘獎               | 最佳男配角       | 《白色戰爭》      | 獲獎 |
| 1994年 | 第30屆百想藝術大賞電影部門 | 男子人氣賞       | 《》              | 獲獎 |
| 1994年 | 第5屆春史電影賞            | 最佳男配角       | 《世界之外》      | 獲獎 |
| 1996年 | 第32屆百想藝術大賞電影部門 | 男子最優秀演技賞 | 《》              | 獲獎 |
| 1998年 | SBS演技大賞                | 優秀演技獎       | 《羅曼史》        | 獲獎 |
| 1998年 | SBS演技大賞                | 最優秀演技獎     | 《銀實、Crystal》 | 獲獎 |
| 2016年 | 第52屆百想藝術大賞電影部門 | 最佳男配角       | 《少數意見》      | 獲獎 |

## 外部連結
- NAVER （页面存档备份，存于）